# Львівське шосе (Хмельницький)
Льві́вське шосе́ — одна з головних магістралей Південно-Західного мікрорайону міста Хмельницького.

## Історія
Виникло у другій половині XX ст. як початок шляху від Проскурова у західному напрямку — на містечко Фельштин (нині село Гвардійське Хмельницького району). Звідси перша назва вулиці — Фельштинське шосе. В 1946 році у зв'язку із введенням в дію траси Проскурів — Львів вулиця перейменована на Львівське шосе. Пролягає від вул. Героїв Чорнобиля до виїзду з міста у напрямку на Тернопіль — Львів (звідси сучасна назва).

## Хмельницький речовий ринок
Комплекс речових ринків. Займає велику територію вздовж Львівського шосе (від його початку), протягнувшись за залізницю до вул. Геологів. В 1987 році міськвиконком надав дозвіл «Облспоживспілці» на облаштування першого великого речового ринку на Львівському шосе. Протягом наступного десятиліття навколо нього розбудовується цілий ринковий комплекс, який на сьогодні[коли?] займає площу 18 га і включає 24 самостійних речових ринків. З 1998 року хмельницькі ринки займають перше місце в Україні за ринковим збором.

## Заклади

### Навчальні заклади
- Львівське шосе 47/3 Хмельницька середня загальноосвітня школа I—III ступенів № 24. Відкрита у 1983 році
- Львівське шосе 47/4 Спеціалізована загальноосвітня школа I—III ступенів № 27 імені Дмитра Іваха, Відкрита 1 вересня 1989 року
- Львівське шосе, 51/2 Університет економіки і підприємництва

### Медичні заклади
- Львівське шосе, 1 Хмельницька центральна районна лікарня